# آرام باش (ترانه رما)
«آرام باش» (انگلیسی: Calm Down) ترانه‌ای از خواننده اهل نیجریه رما، از اولین آلبوم استودیویی او دیوانه و گل رز (۲۰۲۲) است که در ۱۱ فوریه ۲۰۲۲ از طریق جونزینگ ورلد و ماوین به‌عنوان دومین تک‌آهنگ این آلبوم منتشر شد. این ترانه در سراسر اروپا وارد جداول فروش موسیقی شد و به رتبه یک در اولتراتاپِ بلژیک، ۴۰ آهنگ برتر هلند و ۱۰۰ تک‌آهنگ برتر هلند رسید.
ریمیکس این ترانه با همراهی خوانندهٔ آمریکایی سلنا گومز در ۲۵ اوت ۲۰۲۲ منتشر شد. نسخه جدید نیز در جدول فروش آهنگ‌های بیلبورد آمریکا و نیز بیلبورد گلوبال رتبه یک را کسب کرد. این ترانه به رتبهٔ هشتم جدول بیلبورد هات ۱۰۰ رسید.

## پیش زمینه
در ۱۷ آگوست ۲۰۲۲، سلنا گومز عکسی از خود و رما را در رسانه‌های اجتماعی خود منتشر کرد و زیر آن را نوشت: «به‌زودی». ریمیکس یک هفته بعد منتشر شد.